# Edmondsia
Edmondsia é um gênero de traça pertencente à família Arctiidae.